# Kevin Knox
Kevin DeVon Knox II (ur. 11 sierpnia 1999 w Phoenix) – amerykański koszykarz, występujący na pozycji niskiego skrzydłowego, od 2023 zawodnik Detroit Pistons.
W 2016 zdobył złoty medal podczas turnieju Adidas Nations. Rok później wystąpił w trzech meczach wschodzących gwiazd – McDonald’s All-American, Jordan Brand Classic, Nike Hoop Summit. Został też wybrany najlepszym zawodnikiem stanu Floryda (Florida Mr. Basketball).
Jego ojciec Kevin Senior występował na pozycji wide receivera, jako gracz futbolu amerykańskiego.
13 stycznia 2022 trafił w wyniku wymiany do Atlanty Hawks. 1 sierpnia 2022 został zawodnikiem Detroit Pistons. 9 lutego 2023 dołączył do Portland Trail Blazers w wyniku transferu. 8 listopada 2023 zawarł umowę z Detroit Pistons.

## Osiągnięcia
Stan na 19 grudnia 2023, na podstawie, o ile nie zaznaczono inaczej.
NCAA
- Uczestnik rozgrywek Sweet 16 turnieju NCAA (2018)
- Mistrz turnieju konferencji Southeastern (SEC – 2018)
- Najlepszy pierwszoroczny zawodnik konferencji SEC (2018 wspólnie z Collinem Sextonem)[10]
- Zaliczony do:
  - I składu:
    - SEC (2018)
    - najlepszych pierwszorocznych zawodników SEC (2018)
    - turnieju SEC (2018)

  - składu All-America honorable mention (2018 przez Associated Press)
- Najlepszy pierwszoroczny zawodnik tygodnia SEC (29.01.2018)

NBA
- Zaliczony do I składu letniej ligi NBA (2018)
- Uczestnik Rising Stars Challenge (2019 – zastąpił kontuzjowanego Lonzo Balla)[11]

Reprezentacja
- Mistrz:
  - świata U–17 (2016)
  - Ameryki U–16 (2015)